# TWRP
Team Win Recovery Project (TWRP) là phần mềm mã nguồn mở, cho phép người sử dụng thiết bị Android đã root hoặc chưa root có thể sao lưu, phục hồi dữ liệu, root cũng như thay đổi các file hệ thống của thiết bị ở chế độ phục hồi (Recovery). Ban đầu, TWRP chỉ được sử dụng cho các dòng máy Nexus, sau này mới được sử dụng trên những máy tính bảng hay điện thoại thông minh khác.
TWRP hiện đang hỗ trợ tùy chỉnh ROMs, hạt nhân (kernel), tiện ích (VD: GApps) và những tùy chỉnh khác.

## Chức năng
Từ tháng 2 năm 2016, ba chữ số đầu tiên của số phiên bản (chẳng hạn 3.2.3) mang ý nghĩa là phiên bản và chữ số thứ tư, được phân tách bằng dấu gạch ngang (chẳng hạn 3.7.0_9-0), chỉ định một bản cập nhật cho một thiết bị cụ thể. Đây có thể là một bản cập nhật hiệu suất hoặc sửa lỗi.
Đến năm 2017, đó là phần mềm phục hồi tùy chỉnh (Custom Recovery). Để cài đặt TWRP, người dùng phải tải xuống phiên bản phù hợp với thiết bị, rồi "flash" qua công cụ như Fastboot cho Android, Odin hoặc Heindall cho thiết bị Samsung, và các công cụ khác trên PC để thay thế hình ảnh phục hồi (recovery image) thành TWRP. Ngoài ra, một số ROM tùy chỉnh đi kèm với TWRP là phục hồi mặc định. Việc cài đặt TWRP thường không yêu cầu phải root thiết bị.
TWRP cung cấp cho người dùng tùy chọn sao lưu đầy đủ thiết bị của họ (bao gồm khởi động, hệ thống, v.v.) để phục hồi (restore) bất cứ lúc nào và trình quản lý tệp có sẵn để xóa các tệp có thể gây ra sự cố trên thiết bị hoặc thêm một số tệp khác để khắc phục các vấn đề.
Kể từ năm 2017 TWRP đã hỗ trợ cài đặt ROM, hạt nhân, tiện ích bổ sung (ví dụ: GApps, Root, Themes) và các mod khác nhau.
Xóa (Wipe), sao lưu (Backup), khôi phục (Restore) và gắn kết (Mount) các phân vùng thiết bị như hệ thống (system), boot, data (userdata), bộ nhớ cache và bộ nhớ trong... cũng được hỗ trợ. TWRP cũng có tính năng truyền tệp bằng MTP, trình quản lý tệp (file manager) cơ bản và trình giả lập thiết bị đầu cuối (Terminal). Chủ đề (Theme) của TWRP có thể được thay đổi bằng cách cài đặt theme theo độ phân giải màn hình được chia sẻ trên các diễn đàn (VD: XDA Developers).
Vào tháng 1 năm 2017, nhóm TWRP đã phát hành một ứng dụng Android cho phép flash phân vùng Recovery bằng quyền truy cập root. Theo mặc định, nó được cài đặt dưới dạng một ứng dụng cấp hệ thống, khiến nó không thể truy cập được từ bên trong hệ điều hành mà không có quyền truy cập root; tuy nhiên, không giống như phục hồi, ứng dụng TWRP không phải là nguồn mở.